# Токарёво (Волоколамский район)
Токарёво — деревня в Волоколамском районе Московской области России. Входит в состав сельского поселения Осташёвское. Население — 0 чел. (2010).

## География
Деревня Токарёво расположена на западе Московской области, в южной части Волоколамского района, на берегу Рузского водохранилища, примерно в 19 км к югу от города Волоколамска. Неподалёку от деревни проходит автодорога Р108 Суворово — Руза. В деревне 1 улица — Светлая. Ближайшие населённые пункты — деревни Глазово и Шульгино.

## Население
| 1859 | 1926 | 2002 | 2006 | 2010 |
| ---- | ---- | ---- | ---- | ---- |
| 127  | ↘111 | ↘3   | ↘1   | ↘0   |

## История
В «Списке населённых мест» 1862 года Токарево — владельческое сельцо 1-го стана Рузского уезда Московской губернии по левую сторону дороги из Рузы в Волоколамск, в 22 верстах от уездного города, при реке Рузе, с 29 дворами и 127 жителями (68 мужчин, 59 женщин).
По данным 1890 года входило в состав Ащеринской волости Рузского уезда, число душ мужского пола составляло 21 человек.
В 1913 году — 15 дворов.
1919—1920 гг. — центр Токарёвского сельсовета Ащеринской волости Рузского уезда.
1920—1921 гг. — деревня Глазовского сельсовета Ащеринской волости Рузского уезда.
1921—1922 гг. — центр Токарёвского сельсовета Ащеринской волости Рузского уезда.
1922—1929 гг. — центр Токарёвского сельсовета Ащеринской волости Можайского уезда.
По материалам Всесоюзной переписи 1926 года в деревне проживало 111 жителей (51 мужчина, 60 женщин), насчитывалось 17 крестьянских хозяйств.
С 1929 года — населённый пункт в составе Рузского района Московского округа Московской области. Постановлением ЦИК и СНК от 23 июля 1930 года округа как административно-территориальные единицы были ликвидированы.
1929—1930 гг. — центр Токарёвского сельсовета Рузского района.
1930—1939 гг. — центр Токарёвского сельсовета Волоколамского района.
1939—1957 гг. — центр Токарёвского сельсовета Осташёвского района.
1957—1963 гг. — центр Токарёвского сельсовета Волоколамского района.
1963—1965 гг. — центр Токарёвского сельсовета Волоколамского укрупнённого сельского района.
1965—1972 гг. — центр Токарёвского сельсовета Волоколамского района.
1972—1994 гг. — деревня Осташёвского сельсовета Волоколамского района.
В 1994 году Московской областной думой было утверждено положение о местном самоуправлении в Московской области, сельские советы как административно-территориальные единицы были преобразованы в сельские округа.
1994—2006 гг. — деревня Осташёвского сельского округа Волоколамского района.
С 2006 года — деревня сельского поселения Осташёвское Волоколамского муниципального района Московской области.